# Парк Машиностроителей (Орск)
Парк Машинострои́телей — парк в городе Орске Оренбургской области. Расположен в Ленинском районе между улицами Ростовская, Машиностроителей и Краматорской, южнее площади Шевченко, охватывает полукругом здание Дома культуры Машиностроителей.
В парке растут карагач, клён, сирень, берёза, акация, шиповник. На территории парка расположены детская площадка, аттракционы. В настоящее время парк находится в запущенном состоянии — летний кинотеатр и ротонда разрушены, территория не ухожена и поросла бурьяном.

## История
Генеральный план Орска 1946 года предусматривал создание парка в данном месте, однако в 1946—1953 годах на части территории запланированного парка был построен стадион «Авангард». Во второй половине 1950-х годов, после начала строительства Дома культуры Машиностроителей, стадион был ликвидирован. В 1959—1962 годах, после открытия дома культуры, были высажены деревья и кустарники. В первой половине 1960-х в парке были сооружены летний кинотеатр, беседка-ротонда, танцплощадка, ограда из фигурной металлической решётки. В конце 1980-х были установлены деревянные малые архитектурные формы и детская площадка.